# Rincón del Toro
Rincón del Toro är en ort i Mexiko.   Den ligger i kommunen Soledad de Doblado och delstaten Veracruz, i den sydöstra delen av landet, 280 km öster om huvudstaden Mexico City. Rincón del Toro ligger 151 meter över havet och antalet invånare är 180.
Terrängen runt Rincón del Toro är lite kuperad, och sluttar österut. Runt Rincón del Toro är det ganska tätbefolkat, med 104 invånare per kvadratkilometer. Närmaste större samhälle är Soledad de Doblado, 4,1 km öster om Rincón del Toro. Omgivningarna runt Rincón del Toro är en mosaik av jordbruksmark och naturlig växtlighet.